# إليازوس
إليعازوس ، المعروف أيضًا باسم إليعازر أو إلياس ياليت الأول أو إليازوس، كان ملك حضرموت في الطرف الجنوبي من شبه الجزيرة العربية، "مملكة اللبان"، في القرن الأول الميلادي. وكان الميناء الرئيس للمملكة هو قانا (كاني). وكانت عاصمته مدينة ساباط.
يُعتقد أن خور راوري، هو ميناء خور روري المذكور في الكتاب المقدس قديمًا، والذي أسسه الملك إليازوس.
وُصف إليازوس في الطواف حول البحر الإرتري:
٢٧. بعد يودايمون العربية، يمتد ساحل متواصل، وخليج يمتد ألفي استاديا أو أكثر، يعيش على امتداده بدو وسكان قرى؛ وخلف الرأس البارز من هذا الخليج، تقع مدينة سوق أخرى على الشاطئ، قانا، التابعة لمملكة إليازوس، بلاد اللبان؛ وفي مواجهتها جزيرتان مهجورتان، إحداهما تُسمى جزيرة الطيور، والأخرى جزيرة القبة، على بُعد مائة وعشرين استاديا من قانا. وفي الداخل من هذا المكان تقع مدينة شبوة، التي يسكنها الملك. ويُنقل جميع اللبان المنتج في البلاد إلى ذلك المكان بالجمال لتخزينه، وإلى قانا على طوافات تحملها جلود منفوخة على طريقة البلاد، وفي قوارب. وللمكان تجارة أيضًا مع موانئ الطرف الآخر، مع بهروش والسكيثية والأومنية والساحل المجاور لـبلاد فارس."— الطواف حول البحر الإرتري - القسم 27

## طالع أيضًا
- قائمة حكام سبأ وحمير